# Словаччина на літніх Олімпійських іграх 2000
Словаччина брала участь у Літніх Олімпійських іграх 2000 року в Сіднеї (Австралія), і завоювала п'ять олімпійських медалей.

## Медалісти

### Золото
- Павол Гохшонер, Петер Гохшонер — веслування на байдарках та каное, каное-двійка, чоловіки

### Срібло
- Міхал Мартікан — веслування на байдарках та каное, каное-одиночка, чоловіки
- Мартіна Моравцова — плавання, 100 м, батерфляй, жінки
- Мартіна Моравцова — плавання, 200 м, вільний стиль, жінки

### Бронза
- Юрай Мінчік — веслування на байдарках та каное, каное-одиночка, чоловіки

## Склад Олімпійської збірної Словаччини

### Велоспорт

#### Гонки на треку
Всього спортсменів — 3
Після кваліфікації найкращі спортсмени за часом проходили в раунд на вибування, де проводили заїзди одночасно зі своїм суперником. Найкращі спортсмени за часом проходили в такий раунд. 
Чоловіки
| Спортсмен                                | Змагання         | Кваліфікація | Кваліфікація | 1\ \ 4 фіналу                   | 1\ \ 2 фіналу | Фінал Матч за 3-е місце | Місце |
| Спортсмен                                | Змагання         | Час          | Місце        | Суперник Час                    | Суперник Час  | Суперник Час            | Місце |
| ---------------------------------------- | ---------------- | ------------ | ------------ | ------------------------------- | ------------- | ----------------------- | ----- |
| Петер Базалік Ян Ліплення Ярослав Ерабек | командний спринт | 45,659       | 7            | Велика Британія · 45,523 · пор. |               | Не пройшли              | 6     |

### Дзюдо
Спортсменів — 1
Змагання по дзюдо проводилися за системою на вибування. У втішні раунди потрапляли спортсмени, програвши півфіналістам турніру. Два спортсмени, що здобули перемогу у втішному раунді, в поєдинку за бронзу билися з переможеними у півфіналі.
Чоловіки
| Спортсмен     | Категорія | 1/32               | 1/16                                   | 1/8                               | Чвертьфінали                           | Півфінали          | Перший доп. раунд  | Втішний чвертьфінал                         | Втішний півфінал   | За 3 місце Фінал   | Місце |
| Спортсмен     | Категорія | Суперник Результат | Суперник Результат                     | Суперник Результат                | Суперник Результат                     | Суперник Результат | Суперник Результат | Суперник Результат                          | Суперник Результат | Суперник Результат | Місце |
| ------------- | --------- | ------------------ | -------------------------------------- | --------------------------------- | -------------------------------------- | ------------------ | ------------------ | ------------------------------------------- | ------------------ | ------------------ | ----- |
| Марек Матусек | до 60 кг  |                    | Вардан Восканян (ARM) поб. 1001 — 0010 | Макро Айед (TUN) поб. 1000 — 0000 | Тадахіро Номура (JPN) пор. 0000 — 1000 | Не пройшов         |                    | Брендан Гречковський (USA) пор. 0000 — 1000 | Не пройшов         | Не пройшов         | 9     |

### Легка атлетика
Спортсменів — 15
Чоловіки
| Змагання      | Спортсмени   | Перший раунд | Перший раунд | Чвертьфінал | Чвертьфінал | Півфінал   | Півфінал   | Фінал      | Фінал      |
| Змагання      | Спортсмени   | Результат    | Місце        | Результат   | Місце       | Результат  | Місце      | Результат  | Місце      |
| ------------- | ------------ | ------------ | ------------ | ----------- | ----------- | ---------- | ---------- | ---------- | ---------- |
| Метання списи | Маріан Бокор | 75 м 49 см   | 27           | Не пройшов  | Не пройшов  | Не пройшов | Не пройшов | Не пройшов | Не пройшов |

### Плавання
Спортсменів — 3
У такий раунд на кожній дистанції проходили найкращі спортсмени за часом, незалежно від місця зайнятого в своєму заплив 
Чоловіки
| Спортсмен        | Змагання       | Попередні запливи | Попередні запливи | Півфінали  | Півфінали  | Фінал      | Фінал      |
| Спортсмен        | Змагання       | Результат         | Місце             | Результат  | Місце      | Результат  | Місце      |
| ---------------- | -------------- | ----------------- | ----------------- | ---------- | ---------- | ---------- | ---------- |
| Мирослав Маховіч | 100 м на спині | 56,95             | 28                | Не пройшов | Не пройшов | Не пройшов | Не пройшов |

Жінки
| Спортсменка       | Змагання         | Попередні запливи | Попередні запливи | Півфінали | Півфінали | Фінал      | Фінал      |
| Спортсменка       | Змагання         | Результат         | Місце             | Результат | Місце     | Результат  | Місце      |
| ----------------- | ---------------- | ----------------- | ----------------- | --------- | --------- | ---------- | ---------- |
| Мартіна Моравцова | 100 м батерфляєм | 58,95             | 6                 | 58,49     | 5         | 57,97      |            |
| Яна Корбасова     | 400 м комплекс   | 4:59,05           | 24                |           |           | Не пройшла | Не пройшла |

### Стрілянина
Спортсменів — 1
Після кваліфікації найкращі спортсмени за очками проходили в фінал, де продовжували з окулярами, набраними у кваліфікації. У деяких дисциплінах кваліфікація не проводилася. Там спортсмени виявляли найсильнішого в один раунд. 
Чоловіки
| Спортсмен | Змагання       | Кваліфікація | Місце | Фінал      | Місце      | Всього | Місце |
| --------- | -------------- | ------------ | ----- | ---------- | ---------- | ------ | ----- |
| Ян ФАБО   | Пістолет, 10 м | 576          | 17    | Не пройшов | Не пройшов | 576    | 17    |